# Patriocetus
Patriocetus — вимерлий рід зубатих китів.